# Wołodymyr Atamaniuk
Wołodymyr Mykołajowycz Atamaniuk, ukr. Володимир Миколайович Атаманюк, ros. Владимир Николаевич Атаманюк, Władimir Nikołajewicz Atamaniuk (ur. 13 czerwca 1955 w Doniecku) – ukraiński piłkarz, grający na pozycji obrońcy, trener piłkarski.

## Kariera piłkarska

### Kariera klubowa
Wychowanek Szkoły Piłkarskiej Szachtar Donieck. Karierę piłkarską rozpoczął w drużynie rezerw Szachtara, skąd odszedł służyć do wojskowego klubu SKA Kijów. Po demobilizacji powrócił do Szachtara. Potem występował w Nowatorze Żdanow, po czym w 1977 przeszedł do Metałurha Zaporoże, barw którego bronił przez 7 lat.

## Kariera trenerska
Pierwsze doświadczenie trenerskie otrzymał w Dnieprodzierżyńsku, pracując z dziećmi w miejscowej Szkole Piłkarskiej. Tamże ukończył Instytut Industrialny, zdobywając drugi dyplom (pierwszy po ukończeniu Instytutu Kultury Fizycznej w Dniepropetrowsku). W 1987 powrócił do Zaporoża, gdzie otrzymał propozycję pracy na stanowisku asystenta trenera w Torpedo Zaporoże. Po 10 latach pracy w Torpedo przeniósł się do Zirki Kirowohrad, gdzie pracował w sztabie szkoleniowym Ołeksandra Iszczenka. W 2000 otrzymał propozycję pomagać trenować Metałurh Zaporoże. W przedostatniej kolejce sezonu 2000/2001 objął stanowisko głównego trenera Metałurha. W nowym sezonie 2001/2002 również przez dwie kolejki prowadził zaporoski klub, po czym został zwolniony. Następnie poszukiwał młode talenty dla Ołeksandra Kosewicza w klubie Zoria Ługańsk. W 2008 prowadził młodzieżową drużynę Illicziweć Mariupol, a potem powrócił do Zaporoża, gdzie mieszka i trenuje dzieci.